# Nagoya Diamond Dolphins
Los Nagoya Diamond Dolphins (en japonés 名古屋ダイヤモンドドルフィンズ) son un equipo de baloncesto japonés con sede en la ciudad de Nagoya, en la prefectura de Aichi, que compite en la B.League, la máxima competición de su país. Disputa sus partidos en el Dolphins Arena, con capacidad para 7.407 espectadores.

## Historia
El club se formó en 1950 en la fábrica de Mitsubishi Electric en Nagoya y entró en la segunda división de la liga principal de Japón en 1973. El equipo femenino del club había participado previamente en la competición femenina de la liga nacional de baloncesto de empresas. Tras la formación de la liga en 1967, ahora conocidas como Mitsubishi Electric Koalas, siguen compitiendo en la Liga de Baloncesto Femenino de Japón.
El equipo masculino ascendió a la primera división después de ganar el título de la segunda división en 1984. Terminaron subcampeones en la primera división en cuatro ocasiones, en 1986, 1987, 1989 y 2006. Ganaron la Copa del Emperador de Baloncesto de Japón en 1989 y 1990.
En la temporada 2000-01, el equipo cambió su nombre a Melco Dolphins, nombre que utilizó hasta la temporada 2006-07. Con el lanzamiento de la Liga de Baloncesto de Japón (JBL) en 2007, el equipo pasó a llamarse Mitsubishi Electric Diamond Dolphins.
En 2016, cuando el equipo se unió a la B.League, el nombre del equipo se cambió a su actual. El equipo también cambió su color del azul claro utilizado durante la era Mitsubishi Electric al rojo Dolphins.

## Palmarés
- Copa del Emperador: 2

1990, 1991